# Орахелашвили, Мераб Мамиевич
Мераб Мамиевич Орахелашвили  (10 [23] марта 1910, Красноводский уезд, Закаспийская область — 11 июля 1972, Москва) — специалист по энергетическому оборудованию, профессор, декан факультета «Энергомашиностроение» (1963—1972) Московского энергетического института. Лауреат Сталинской премии.

## Биография
Мераб Мамиевич Орахелашвили родился 10 (23) марта 1910 года в дворянской семье военного врача и профессионального революционера Ивана Дмитриевича Орахелашвили (1881—1937) и Мариам Платоновны Орахелашвили (Микеладзе) в укреплении Чатлы (Чепли-Тепе) Ак-Атабаевского общества Чишкилярского приставства Красноводского уезда Закаспийской области Туркестанского генерал-губернаторства, ныне укрепление не существует, населённый пункт Чатли (Çetli) входит в генгешлик Ак-Яйла (Akýaýla geňeşligi) Этрекского этрапа Балканского велаята Туркменистана.
В детские годы были переезды, частое отсутствие отца, надзор полиции и обыски. Летом 1920 года правительство Грузинской демократической республики произвело массовые аресты большевиков. В городе Кутаиси была арестована Мария Орахелашвили, а Мамия Орахелашвили по решению Кавбюро РКП(б) был на нелегальном положении и давно отсутствовал. Мераб Орахелашвили с 6-летней сестрой Кетеван, остались одни, поскольку власти не разрешили никому из родственников жить с ними вместе. Посол РСФСР в Тбилиси — Сергей Миронович Киров, узнав о бедственном положении детей, предпринял необходимые дипломатические шаги и добился возможности забрать их к себе.
После установления в феврале 1921 года в Закавказье Советской власти Мамия Орахелашвили стал Председателем Совнаркома ЗСФСР, а Мария — наркомом просвещения ЗСФСР. В доме родителей бывали выдающиеся люди своего времени, Серго Орджоникидзе, М. Кольцов, М. Горький, С. Есенин, В. Маяковский и др.
В 1925 году окончил среднюю школу и поступил учиться на курсы иностранных языков, так как в институт в то время брали с 16 лет. Через год поступил и 1933 году окончил Московский механико-машиностроительный институт им. Н. Э. Баумана (ныне Московский государственный технический университет имени Н. Э. Баумана). В годы учёбы в институт, несмотря на высокое положение родителей вынужден был подрабатывать чертежником, подсобным рабочим, слесарем по ремонту оборудования на шоколадной фабрике.
После окончания ВУЗа работал в конструкторское бюро Третьего государственного насосно-турбинного завоад имени М. И. Калинина. От завода с группой инженеров был направлен в США изучить опыт зарубежных предприятий в 1935 году. В Америке специалисты провели четыре месяца провели на крупных американских гидротурбинных и насосных заводах. По результатам поездки на заводе было принято решение об изменении номенклатуры насосного завода, в КБ завода были разработаны для изготовления новые конструкции насосов.
В 1937 году родители приговорены тройкой НКВД к расстрелу, сестра в 1938 году приговорена ОСО при НКВД СССР как ЧСИР к заключению в ИТЛ, её муж, главный дирижёр Тбилисского театра Оперы и Балета Евгений Микеладзе расстрелян. Мераб Орахелашвили был отправлен из Москвы на Мелитопольский насосно-компрессорный завод.
С началом Великой Отечественной войны М. М. Орахелашвили с заводом был эвакуирован в город Катайск Челябинской, ныне Курганской области. Спроектировал вагранку строящегося Катайского насосного завода. В 1943 году его отозвали в Москву на работу в новое ЦКБ Гидромашиностроения, задачей которого было производство малых гидротурбин. Коллективом ЦКБ с участием М. Орахелашвили была разработана номенклатура таких изделий и освоен выпуск, за что коллектив был отмечен Государственной премией СССР. После войны в ЦКБ создавали мощных ГЭС.
В 1954 году перешёл на работу в Московский энергетический институт. В МЭИ он работал на должностях доцента кафедры, декана Энергомашиностроительного факультета (ЭнМФ, 1963—1972). Одновременно М. Орахелашвили работал в НТС Министерства Энергетики СССР. Занимался экспертизой и приемкой в эксплуатацию ГЭС. Среди них были Красноярская, Вилюйская, Плявиньская ГЭС и др.
Как ученый, М. М. Орахелашвили является автором около 100 научных, был награждён орденом и медалями.
Мераб Мамиевич Орахелашвили умер 11 июля 1972 года в Москве. Похоронен на Востряковском кладбище, ныне район Тропарёво-Никулино Западного административного округа Москвы.

## Награды и звания
- Сталинская премия, 1948 год — за разработку энергетического оборудования для малых ГЭС.
- Орден Трудового Красного Знамени
- Орден «Знак Почёта».
- медали

## Труды
- Монография «Износостойкость реактивных гидротурбин».
- Полное использование свойств поворотно-лопастной гидротурбины при сниженных напорах. М. Орахелашвили.- Москва:, 1958. 21 с.

## Семья
- Отец, Иван (Мамия, Мамиа) Дмитриевич Орахелашвили (1881—1937), ответственный секретарь Центрального Комитета Коммунистической партии Грузии (1920—1922)
- Мать, Мариам Платоновна Орахелашвили (урожд. княжна Микеладзе, 1887—1937), министр просвещения Грузинской ССР
  - Сестра Катеван Мамиевна Орахелашвили-Микеладзе (1914 — после 1978). У ней сын Вахтанг Евгеньевич Микеладзе (род. 1937), режиссёр документального кино.
- Жена, Мэри Ивановна (урожд. Карасёва, 1910—1991)
  - Сын, Баграт Мерабович Орахелашвили — кандидат технических наук, доцент.